# Pseudeurostus
Pseudeurostus es un género de escarabajos arañas.

## Especies
- Pseudeurostus anemophilus (Chobaut, 1901)
- Pseudeurostus apenninus (Baudi di Selve, 1874)
- Pseudeurostus bordei (Sainte-Claire Deville, 1921)
- Pseudeurostus frigidus (Boieldieu, 1854)
- Pseudeurostus hilleri (Reitter, 1877)
- Pseudeurostus kelleri Brown, 1959
- Pseudeurostus submetallicus (Fairmaire, 1862)